# Pleminia
Pleminia is een geslacht van rechtvleugeligen uit de familie sabelsprinkhanen (Tettigoniidae). De wetenschappelijke naam van dit geslacht is voor het eerst geldig gepubliceerd in 1874 door Stål.

## Soorten
Het geslacht Pleminia omvat de volgende soorten:
- Pleminia brachyptera Burmeister, 1838
- Pleminia brachyxipha Brunner von Wattenwyl, 1895
- Pleminia modesta Brunner von Wattenwyl, 1895
- Pleminia mutica Brunner von Wattenwyl, 1895
- Pleminia vicina Brunner von Wattenwyl, 1895